# Liga ACB 1997-98
La temporada 1997-98 de la Liga ACB fue la 16.ª edición de la competición, y enfrentó a 18 equipos en la liga regular, y después a los 8 mejores en el playoff. El TDK Manresa fue proclamado campeón de la edición tras imponerse en la final del playoff al TAU Cerámica que por su lado fue el primer clasificado en la liga regular. Descendieron de categoría el CB Ciudad De Huelva tras una única temporada y el Ourense Xacobeo 99 que llevaba nueve ediciones consecutivas en la élite.

## Equipos participantes
| Club                           | Ciudad      | Estadio                                  | Capacidad | 1996-97 |
| ------------------------------ | ----------- | ---------------------------------------- | --------- | ------- |
| Caja San Fernando              | Sevilla     | Palacio de los Deportes de Sevilla       | 7.626     | 9º      |
| C. B. Ciudad de Huelva         | Huelva      | Polideportivo Andrés Estrada             | 3.500     | LEB     |
| Unicaja Málaga                 | Málaga      | Polideportivo Ciudad Jardín              | 5.000     | 7º      |
| Covirán Sierra Nevada          | Granada     | Palacio Municipal de Deportes de Granada | 9.000     | 13º     |
| F. C. Barcelona Banca Catalana | Barcelona   | Palau Blaugrana                          | 5.500     | 2º      |
| Festina Joventut               | Badalona    | Pabellón del Joventut                    | 5.700     | 4º      |
| TDK Manresa                    | Manresa     | Pavelló Nou Congost                      | 5.000     | 8º      |
| Valvi Girona                   | Gerona      | Pabellón Municipal Gerona-Fontajau       | 5.500     | 14º     |
| Baloncesto León                | León        | Palacio de los Deportes de León          | 5.100     | 6º      |
| Fórum Valladolid C. B.         | Valladolid  | Polideportivo Pisuerga                   | 7.000     | 15º     |
| Adecco Estudiantes             | Madrid      | Palacio de Deportes de Madrid            | 12.000    | 3º      |
| Real Madrid Teka               | Madrid      | Palacio de Deportes de Madrid            | 12.000    | 1º      |
| C. B. Gran Canaria             | Las Palmas  | Centro Insular de Deportes               | 5.200     | 12ª     |
| Caja Cantabria                 | Torrelavega | Pabellón Vicente Trueba                  | 2.688     | LEB     |
| Pamesa Valencia                | Valencia    | Pabellón Fuente de San Luis              | 8.500     | 11º     |
| Cáceres C. B.                  | Cáceres     | Pabellón Universitario V Centenario      | 2.500     | 10º     |
| Xacobeo 99 Ourense             | Orense      | Palacio de los Deportes Paco Paz         | 5.500     | 16º     |
| TAU Cerámica                   | Vitoria     | Araba Arena                              | 9.500     | 5º      |

## Liga regular

### Clasificación final
| Pos | Equipo                         | J  | G  | P  | PF   | PC   |
| --- | ------------------------------ | -- | -- | -- | ---- | ---- |
| 1   | TAU Cerámica                   | 34 | 27 | 7  | 2906 | 2627 |
| 2   | Real Madrid Teka               | 34 | 25 | 9  | 2782 | 2507 |
| 3   | Adecco Estudiantes             | 34 | 24 | 10 | 2889 | 2651 |
| 4   | Festina Joventut               | 34 | 24 | 10 | 3068 | 2889 |
| 5   | F. C. Barcelona Banca Catalana | 34 | 21 | 13 | 2894 | 2760 |
| 6   | TDK Manresa                    | 34 | 21 | 13 | 2728 | 2593 |
| 7   | Pamesa Valencia                | 34 | 20 | 14 | 2692 | 2635 |
| 8   | Unicaja Málaga                 | 34 | 20 | 14 | 2703 | 2607 |
| 9   | Fórum Valladolid C. B.         | 34 | 16 | 18 | 2709 | 2816 |
| 10  | C. B. Gran Canaria             | 34 | 15 | 19 | 2833 | 2838 |
| 11  | León Caja España               | 34 | 14 | 20 | 2646 | 2811 |
| 12  | Valvi Girona                   | 34 | 14 | 20 | 2917 | 2983 |
| 13  | Caja San Fernando              | 34 | 13 | 21 | 2677 | 2757 |
| 14  | Caja Cantabria                 | 34 | 12 | 22 | 2720 | 2821 |
| 15  | Cáceres C. B.                  | 34 | 12 | 22 | 2605 | 2799 |
| 16  | Covirán Sierra Nevada Granada  | 34 | 11 | 23 | 2715 | 2823 |
| 17  | C. B. Ciudad De Huelva         | 34 | 9  | 25 | 2603 | 2921 |
| 18  | Xacobeo 99 Ourense             | 34 | 8  | 26 | 2578 | 2827 |

|  | Campeón, Euroliga                 |
|  | Clasificados para la Euroliga     |
|  | Clasificados para la Copa Saporta |
|  | Clasificados para la Copa Korać   |
|  | Descienden a Liga LEB             |

J = Partidos Jugados; G = Partidos Ganados; P = Partidos perdidos; PF = Puntos a favor; PC = Puntos en contra

## Play Off por el título
|  | Cuartos de final           | Cuartos de final |                            |                | Semifinales | Semifinales |  |                | Final | Final |  |
|  |                            |                  |                            |                |             |             |  |                |       |       |  |
|  |                            |                  |                            |                |             |             |  |                |       |       |  |
|  | 1 TAU Cerámica             | 3                |                            |                |             |             |  |                |       |       |  |
|  | 1 TAU Cerámica             | 3                |                            |                |             |             |  |                |       |       |  |
|  | 8 Unicaja Málaga           | 0                |                            |                |             |             |  |                |       |       |  |
|  | 8 Unicaja Málaga           | 0                |                            | 1 TAU Cerámica | 3           |             |  |                |       |       |  |
|  |                            |                  |                            | 1 TAU Cerámica | 3           |             |  |                |       |       |  |
|  |                            |                  | 5 FC Barcelona B. Catalana | 0              |             |             |  |                |       |       |  |
|  | 4 Festina Joventut         | 1                | 5 FC Barcelona B. Catalana | 0              |             |             |  |                |       |       |  |
|  | 4 Festina Joventut         | 1                |                            |                |             |             |  |                |       |       |  |
|  | 5 FC Barcelona B. Catalana | 3                |                            |                |             |             |  |                |       |       |  |
|  | 5 FC Barcelona B. Catalana | 3                |                            |                |             |             |  | 1 TAU Cerámica | 1     |       |  |
|  |                            |                  |                            |                |             |             |  | 1 TAU Cerámica | 1     |       |  |
|  |                            |                  | 6 TDK Manresa              | 3              |             |             |  |                |       |       |  |
|  | 3 Adecco Estudiantes       | 1                | 6 TDK Manresa              | 3              |             |             |  |                |       |       |  |
|  | 3 Adecco Estudiantes       | 1                |                            |                |             |             |  |                |       |       |  |
|  | 6 TDK Manresa              | 3                |                            |                |             |             |  |                |       |       |  |
|  | 6 TDK Manresa              | 3                |                            | 6 TDK Manresa  | 3           |             |  |                |       |       |  |
|  |                            |                  |                            | 6 TDK Manresa  | 3           |             |  |                |       |       |  |
|  |                            |                  | 2 Real Madrid Teka         | 1              |             |             |  |                |       |       |  |
|  | 2 Real Madrid Teka         | 3                | 2 Real Madrid Teka         | 1              |             |             |  |                |       |       |  |
|  | 2 Real Madrid Teka         | 3                |                            |                |             |             |  |                |       |       |  |
|  | 7 Pamesa Valencia          | 1                |                            |                |             |             |  |                |       |       |  |
|  | 7 Pamesa Valencia          | 1                |                            |                |             |             |  |                |       |       |  |
|  |                            |                  |                            |                |             |             |  |                |       |       |  |

| Campeón de la Liga ACB 1997-98 |
| ------------------------------ |
| TDK Manresa Primer título      |

## Nominaciones

### MVP de la Temporada
| Posición | Jugador        | Equipo           |
| -------- | -------------- | ---------------- |
| Alero    | Dejan Bodiroga | Real Madrid Teka |

### MVPde la final
| Posición | Jugador    | Equipo      |
| -------- | ---------- | ----------- |
| Base     | Joan Creus | TDK Manresa |